# Lipsothrix heitfeldi
Lipsothrix heitfeldi är en tvåvingeart som beskrevs av Alexander 1949. Lipsothrix heitfeldi ingår i släktet Lipsothrix och familjen småharkrankar. Inga underarter finns listade i Catalogue of Life.